# Бове, Жозе
Жозе́ Бове́ (фр. José Bové, р. 11 июня 1953), настоящее имя Жозе́ф Бове (фр. Joseph Bové), родился в Талансе (Жиронда) — французский фермер и общественный деятель, сторонник альтерглобализма, синдикалист, активист профсоюза сельскохозяйственных работников Франции.
С 2009 года — депутат Европарламента.

## Биография
В 1968 году изгнан из колледжа «за атеизм»: подал сочинение, оправдывающее применение наркотиков. Политическая активность началась в пятнадцатилетнем возрасте, когда впервые арестован за участие в демонстрации. В 17 лет организовал кампанию против запрета антивоенного фильма. В 1973 году во время одной из протестных акций встретился с Бернаром Ламбером и вместе с группой единомышленников обосновался в заброшенной деревне Монтредон. Там они получили землю благодаря содействию президента Ф. Миттерана, которого они вместе с другими левыми поддерживали на президентских выборах. На кооперативной ферме стали разводить овец (более 620 голов), изготавливать сыр. Жена Ж. Бове стала председателем местного профсоюза сельхозработников. В 1995 году в рядах гринписовцев участвовал в акции против ядерных испытаний Франции на атолле Муророа. На небольших лодках протестующие вышли в море, пытаясь перекрыть путь французским военным кораблям, что привело к столкновениям. В 1998 году Ж. Бове уничтожил посевы трансгенной кукурузы, за что был арестован на 8 месяцев.
Первым символическим актом, ознаменовавшем начало борьбы движения антиглобалистов, называют эпизод, случившийся в августе 1999 года, когда Жозе Бове во французском городе Мийо бульдозером разрушил недостроенное здание, в котором должен был открыться «Макдональдс»
За это Ж. Бове был арестован и во время ареста сумел выступить перед журналистами. В его защиту подняли голос разные партии, в том числе и влиятельные во Франции социалисты. Ж. Бове после недолгого заключения был выпущен на свободу, будучи уже широко известным не только во Франции, но и в США и других странах. В 2000 году вместе с двумястами крестьянами прибыл в Давос, куда был приглашён. Однако полиция разогнала крестьян, прибегнув к предупредительной стрельбе. Участник президентских выборов во Франции 2007 года, получил 1,32 % голосов.

## Взгляды
В своих речах Бове ссылается на Кропоткина, Бакунина, Генри Торо, даже Нестора Махно. Занимает антимонопольную и антиамериканскую позицию, сторонник гражданского сопротивления.